# Sichtungsgarten Weihenstephan

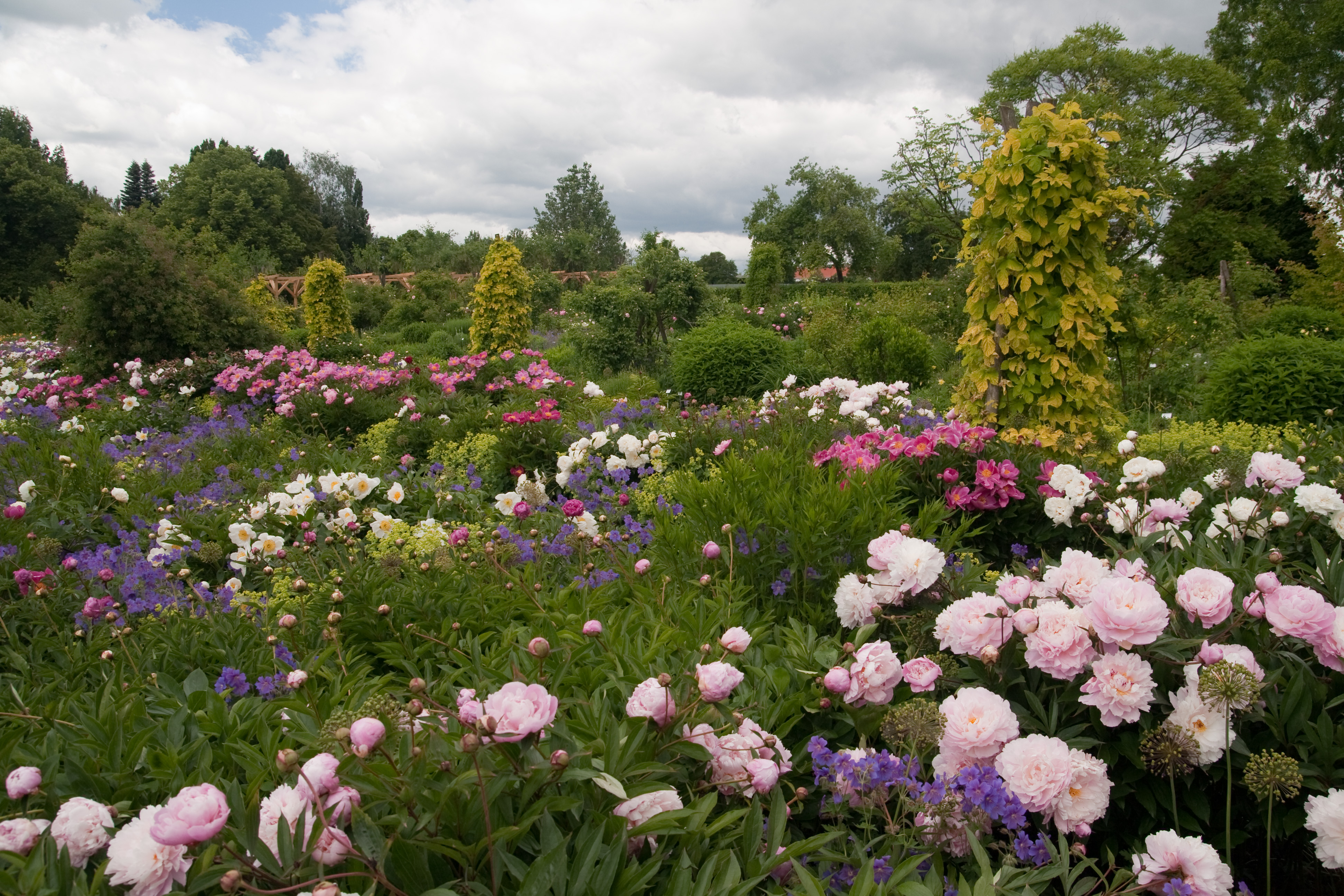
Paeonienblüte

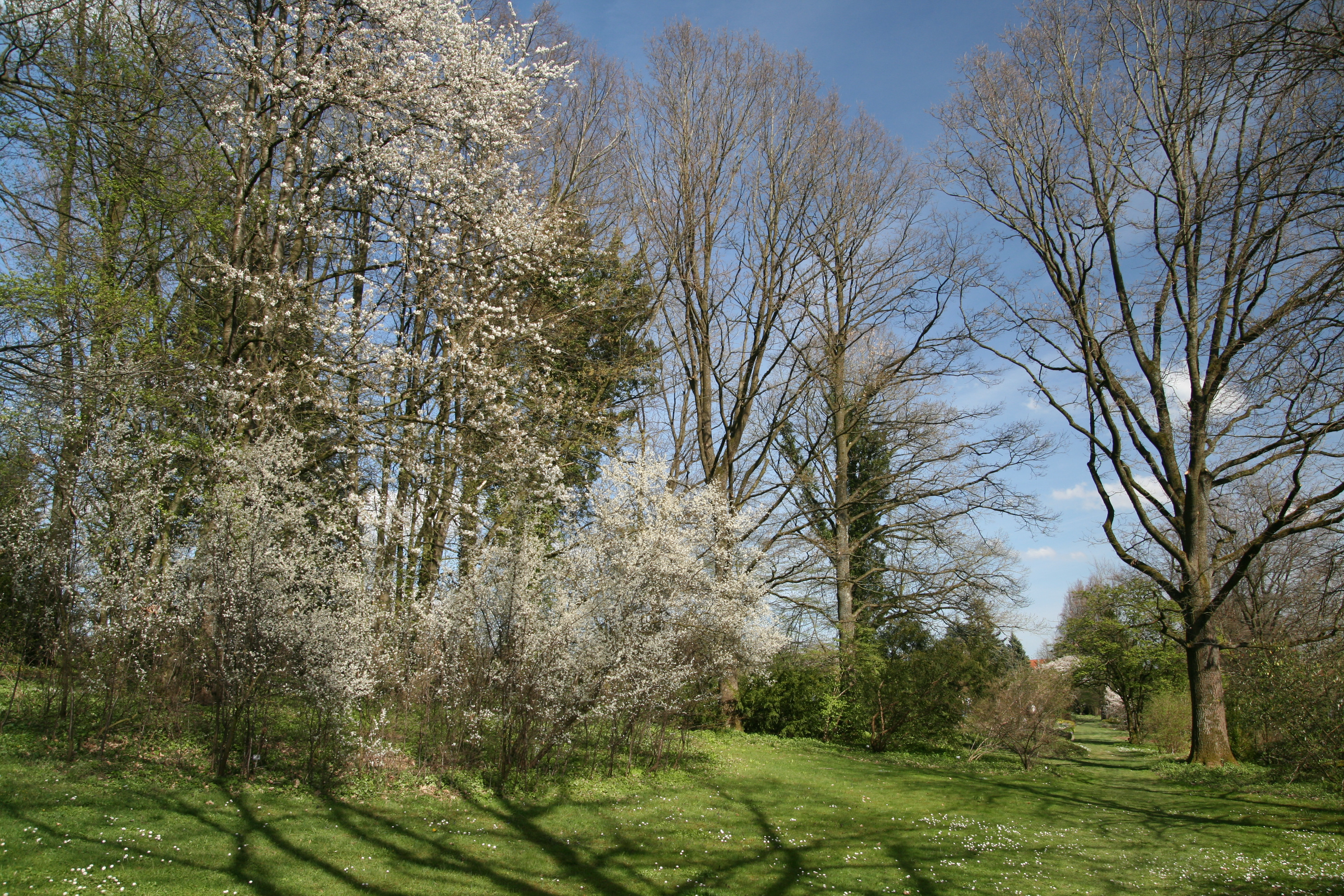
Frühling im Sichtungsgarten

Der Sichtungsgarten Weihenstephan ist ein Lehr- und Versuchsgarten im Freisinger Stadtteil Weihenstephan. Er ist Teil der Weihenstephaner Gärten der Hochschule Weihenstephan-Triesdorf.

## Beschreibung
Der 1947 von Richard Hansen gegründete Garten umfasst eine Fläche von über 5 Hektar. In dem öffentlich zugänglichen Lehr- und Versuchsgarten werden umfangreiche Stauden- und Gehölzsortimente auf ihren Gebrauchswert in Garten- und Grünanlagen geprüft (gesichtet). Neben Blütenfülle, Standfestigkeit und anderen optischen Eigenschaften spielt dabei die Widerstandsfähigkeit der einzelnen Sorten gegenüber Krankheiten und Schädlingen eine wesentliche Rolle. Ferner wird die standortgerechte Verwendung von Stauden in ästhetisch ansprechenden Kombinationen gezeigt.
Neben Versuchsflächen, insbesondere für die Sichtung von Stauden und Gehölzen, wird er heute von vielfältigen Staudenpflanzungen geprägt. Im Vordergrund stehen dabei Pflanzungen, die sich an der Staudenverwendung nach Hansens Lebensbereiche orientieren. Dazu zählen beispielsweise eine steppenheideartige Pflanzungen, Steingartenanlagen, Feuchtwiesenpflanzungen sowie ein Teich und mehrere Wasserbecken. Daneben werden auch Prachtstauden in mehreren Rabatten gezeigt.